# Affaire Toufik Ouanes
Ne doit pas être confondu avec Taoufik Ouanes.
L'affaire Toufik Ouanes concerne le meurtre d'un enfant tué par balle le 9 juillet 1983 à La Courneuve.

## Biographie
Tewfik Ouannes, dit Toufik Ouanes, né le 28 août 1973 à Clichy, est abattu par un voisin, machiniste de la RATP, « excédé par le bruit » de l'enfant qui lançait des pétards. Son meurtrier sera condamné à cinq ans d’emprisonnement, dont deux avec sursis.

## Conséquences
Son meurtre à la cité des 4000 est l'élément déclencheur de la prise de conscience du besoin de la politique de la ville en France, mise sur pied par François Mitterrand après son déplacement au sein de la cité,. C'est également l'un des événements moteurs, dans le climat raciste en France, qui a provoqué l'organisation de la Marche pour l'égalité et contre le racisme qui s'est déroulée entre octobre et décembre 1983.
Le mobile raciste du crime a cependant « été écarté lors du procès ». 

## Culture
Jean Vautrin lui consacre sa nouvelle Beau fixe en 1985. L'épisode du meurtre de Toufik Ouanes figure également dans le film de Nabil Ben Yadir, La Marche, sorti en 2013.